# Риебэзерс
Ри́ебэзерс (Риебэзер, Риеб; устар. Реб; латыш. Riebezers, Naudas ezers, Nauduļu ezers) — эвтрофное озеро в Латвии. Располагается на территории Лимбажской волости в южной части Лимбажского края. Относится к бассейну Видземского побережья Рижского залива. Исток реки Витрупе.
Озеро имеет продолговатую форму, вытянуто в субмеридиональном направлении. Находится на высоте 39,4 м над уровнем моря, на Метсепольской равнине Среднелатвийской низменности. Площадь озера составляет 82,2 га, длина — 2,75 км, максимальная ширина — 0,45 км. Наибольшая глубина — 11 м, средняя глубина — 5,2 м. По берегам местами подвержено зарастанию. Режим однообразен. Большая часть восточного берега представляет собой узкий покрытый лесом перешеек через протоку в котором Риебэзерс сообщается с озером Дзильэзерс. С южной стороны впадает протока из озера Мазэзерс. Площадь водосборного бассейна — 102 м². Из северной оконечности озера вытекает Витрупе, впадающая в Балтийское море.